# Валентин Луков
Валентин Стоянов Луков е български шахматист, международен майстор от 1980 г. и гросмайстор от 1988 г.
Валентин Луков има над 10 участия на шампионата на България по шахмат, сред които вицешампион на България през 1982 г.
Участва на шахматната олимпиада в Тесалоники през 1988 и на едно Европейско отборно първенство.

## Турнирни резултати
- 1976 – Белград, 3 м.;
- 1977 – Старозагорски бани, 1 м.;
- 1985 – Русе, 2 м.;
- 1987 – Хале, 1-2 м.;
- 1987 – Русе, 2 м.;
- 1988 – Лвов, 1-2 м.;

## Участия на шахматни олимпиади
| Година | Организатор | Отбор    | Класиране (отборно) | Дъска         |
| 1988   | Тесалоники  | България | 24                  | Втора резерва |